# Сельчук-хатун (дочь Мехмеда I)
Сельчук-хатун (тур. ; ок. 1407—1485) — дочь османского султана Мехмеда I и жена правителя Джандарогуллары Ибрагима II. После смерти её племянника Мехмеда II его сыновья, Баязид II и Джем, боролись за трон. Она предприняла неудачную попытку помирить их.

## Биография

### Происхождение
Сельчук (Сельджук)-хатун была дочерью османского султана Мехмеда I. Она родилась в Мерзифоне или Амасье в период Османского междуцарствия, когда её отец ещё не стал султаном.
В вакуфных документах в июне 1483 года Сельчук-хатун назвала свою мать «Кумру, дочь Абдуллы». Это означает, что её мать, Кумру-хатун, была рабыней и от рождения не была мусульманкой.
Раннее детство Сельчук было беспокойным — её отец до 1413 года участвовал в одной кампании за другой, воюя с братьями, и ему приходилось проживать то в Амасье, то в Бурсе, то в Румелии. После 1413 года она стала постоянно проживать во дворце Эдирне с отцом, но в первые годы правления её брата, султана Мурада II, она проживала в Бурсе.

### Браки
В 1425 году Мурад II женился на Хатидже Халиме-хатун, дочери Ибрагима-бея из семьи Джандарогуллары. Одновременно султан выдал замуж за представителей этой семьи своих сестёр: Сельчук-хатун стала женой Ибрагима-бея, ещё одна сестра — женой Касыма, брата Ибрагима. Ещё три сестры Мехмеда стали жёнами представителей семьи Караманогуллары.
Сельчук была не единственной женой Ибрагима-бея. Одна из его жён, Девлет-хатун, родила ему старшего сына Исмаила, другая, имя которой неизвестно, была матерью Кызыл Ахмеда. Сельчук-хатун жила в замке Кастамону, этот брак продлился до смерти Ибрагима в 1443 году. Ибрагиму наследовал Исмаил, а Сельчук-хатун вернулась в османский дворец в Бурсе со своей дочерью Хатидже-хатун и, возможно, с сыном Исхаком Бали.
Затем она вышла замуж за бейлербея Анатолии Караджа-пашу, который год спустя погиб в битве при Варне. Ч. Улучай утверждал, что после смерти Ибрагима Сельчук-султан приехала в Бурсу и вышла замуж за Махмута-бея, от которого родила дочь Хунди. Но Н. Сакаоглу писал, что слухи о её браке с Махмудом-беем ошибочны, его женой была сестра Сельчук, Хафса. И. Х. Узунчаршилы утверждал, что за Караджа-пашу вышла замуж одна из сестёр Сельчук, Айше или Хатидже. Энтони Олдерсон показал двух дочерей Мехмеда по имени Сельчук, умерших в 1485 году, одна из которых было женой Караджа Челеби, а другая — Джандарогуллары Ибрагима.
До конца правления Мурада II Сельчук-хатун проживала в Бурсе. Около 1450 года она основала вакуф, в который входили мечети, медресе, имареты, завии, мосты и фонтаны. Позже она некоторое время проживала в Эдирне, поскольку между 1451 и 1456 годами в этом городе она построила мечеть.
Сельчук прожила долгую жизнь и её уважали как «старшего члена семьи». Во время правления Мехмеда II она носила титулы «Великая госпожа» и «Тетушка-султан». В первые годы второго правления Баязида II её называли «Большой тётушкой».

### Между Джемом и Баязидом
В 1481 году после смерти Мехмеда II она пыталась примирить двух его сыновей — Баязида II и Джема. Хотя её усилия не принесли успеха, она стала известна как «Тетушка-посланница».
Джем был санджакбеем Карамана; не приняв воцарение Баязида, он прибыл в Бурсу. Там он провозгласил себя султаном, проведя джюлюс и начав чеканить монету. В это время Сельчук-хатун жила в Бурсе, её называли «Султаншей Бурсы». Она поддержала его. Именно она принимала гостей, явившихся поздравить нового султана. В архивах дворца Топкапы сохранились письма жены Фенаризаде (внук Моллы Фенари, первого османского шейх аль-ислама) к Баязиду, из которых следует, что на неё и на других сторонников Баязида во дворце Сельчук-хатун оказывали давление.
Баязид отправился в Ускюдар и начал готовиться к походу на Бурсу. Джем стал искать способ примириться с братом и решил отправить в Стамбул Сельчук-хатун. Вместе с ней поехали Молла Ильяс (османский ученый, один из учителей Мехмеда II) и сын историка Шукруллы Ахмед-челеби. По словам Кемальпашазаде, Сельчук-хатун сказала Баязиду «Не лишай своего брата наследства его отца» и предложила, чтобы Джем стал султаном территории от Бурсы до Коньи. Она пережила период борьбы её отца с братьями и стремилась, по словам Н. Сакаоглу, к справедливому разделению наследства Мехмеда, чтобы избежать нового междуцарствия и кровопролития, но Баязид отверг её предложение. Баязид отправил Сельчук и её сопровождающих обратно в Бурсу, но принял гостеприимно.
Несмотря на неудачу её миссии, её попытка уникальна — в истории Османской империи нет другого примера участия женщины в борьбе претендентов. Все османские хронисты описывали или упоминали этот факт. Ахмед Синан Челеби Бихишти объяснял мотивы Сельчук: «вместо военных действий должна была быть дружба между братьями». Саадеддин-эфенди писал, что Баязид ответил: «у султанов не может быть братьев».

### Последние годы
Сельчук-хатун признала, что единственным султаном мог быть только Баязид. В архивах дворца Топкапы хранится её письмо, написанное в 1482 году султану, в котором она заверяла его в своей преданности и просила документ на её земли в Кютахье. Последние три или четыре года своей жизни Сельчук-хатун болела. Вероятно, она провела их в постели — ещё в одном письме она просила султана прислать ей врача. Это первые примеры писем, написанных султану женщинами из его семьи. Из переписки известно, что Баязид выполнил просьбу Сельчук-хатун и послал к ней доктора Якути, лекарства которого она хвалила. В новом письме она сообщала, что болезнь прогрессирует и просила снова прислать Якути. Помимо этой просьбы Сельчук информировала султана, что переехала в государственный дворец в деревне Джемлек. В другом письме она сообщала, что врач Синануддин (Шейх Синанеддин Юсуф, один из известных врачи того времени) правильно определил болезнь, приготовил лекарство, от которого ей становилось лучше с каждым днём и она смогла встать в месяце джумада аль-уля.
В 1483 году она завещала все своё имущество (фермы и земли в Маньясе, Караджабее, Ките и Соганлыке, виноградники и сады в Бурсе, дома и магазины) своему внучатому племяннику Мехмеду II. Она распорядилась, что доходы от имущества пойдут на сооружение мечетей и мостов и будут поддерживаться построенные ею самой сооружения; о душе её матери Кумру-хатун и её умерших детей будет читаться Коран. Через два года, 25 октября 1485 года, в возрасте около 80 лет Сельчук-хатун умерла. Её похоронили в Ешиль Тюрбе рядом с захоронением её отца, Мехмеда I.

## Дети
Согласно Узунчаршилы, в браке с Ибрагимом Сельчук родила двух сыновей — Юсуфа и Исхака Бали — и двух дочерей — Хафсу и Хадидже. По словам Дж. Якупоглу, у Сельчук и Ибрагима были и другие дети: Орхан и Паша Мелек. Орхан умер в ноябре 1429 года в возрасте менее 5 лет, Паша Мелек умерла в 1436 году в возрасте менее 10 лет, Эмир Юсуф умер в сентябре 1441 года. Хафса умерла в мае 1442 года. Все они умерли ещё при жизни обоих родителей и похоронены в гробнице Хатун-султан, расположенной в центре Кастамону и построенной Сельчук-хатун. В гробнице Хатун-султан есть могила ещё одной неизвестной девушки, она также может быть ребёнком Сельчук и Ибрагима.
Хатидже-хатун — единственная из детей Сельчук-хатун, пережившая мать. В первый раз Хатидже вышла замуж за Махмуда-челеби, сына Коджи Мехмеда-паши, одного из османских государственных деятелей периода правления Мурада II. От этого брака у неё были дети: Хунди-хатун, Зейнеп-хатун, Фатьма-хатун, Ханзаде-хатун, Шехзаде (Шехназ)-хатун и Сулейман-бей. У Хунди-хатун была дочь по имени Айше. После смерти Махмуда-челеби Хатидже-хатун вышла замуж за некоего Кочи-бея и родила сына Ахмеда. Хатидже-хатун скончалась в Бурсе примерно 15 декабря 1502 года. Хатидже-хатун похоронена напротив купален Йени Каплычи в Бурсе.

## Благотворительность
Мечети с минбаром, в которых совершаются хутбы, называются джами, а небольшие культовые сооружения без минбара (и где не совершают хутбы), называются месджид. Сельчук-хатун построила мечеть-месджид в Бурсе в 1450 году, со временем она была преобразована в джами. Согласно вакуфу Сельчук-хатун от 1483 года, она пожертвовала всю свою недвижимость в Бурсе фонду при этой мечети.
Также она построила:
- 1436 год — тюрбе в Кастамону.
- 1451 год — мечеть-месджид в Эдирне в районе, до 1920 года носившем название «Сельчук-хатун»[20].
- период правления Мехмеда II — мечеть-месджид (снесли в 1956 году) в Стамбуле на старой дороге из Аксарая в Топ-Капы[21].
- Имарет в Бурсе при сооруженной ею мечети-месджиде[22].
- 1465 год — арочный мост на пути из Бурсы в Караджабей на ручье Нилюфер. В 1935 году деревянная часть моста была удалена, сохранились четыре или пять каменных секций[23].